# Arroyo Tupambaé
EL arroyo Tupambaé es un curso fluvial uruguayo que atraviesa el departamento de Cerro Largo.
Nace en la Sierra de la Quebrada y desemboca en el río Negro tras recorrer alrededor de 73 km. Su principal afluente es el arroyo Quebracho.
- Datos: Q5552533